# حجل التل
حجل التل (الإسم العلمي:Arborophila torqueola)، هو نوع من الطيور يتبع جنس حجلان التلال من أسرة الحجلاوات ضمن فصيلة التدرجية من رتبة الدجاجيات.